# Энгл, Курт
Курт Стивен Энгл (англ. Kurt Steven Angle; род. 9 декабря 1968, Маунт-Лебанон, Пенсильвания) — американский олимпийский чемпион по вольной борьбе и рестлер. Наиболее известен по выступлениям в WWE и Total Nonstop Action Wrestling (TNA).
Учась в университете Кларион в Пенсильвании, Энгл получил множество наград, в том числе стал двукратным чемпионом NCAA по борьбе в дивизионе I в тяжёлом весе. После окончания колледжа Энгл завоевал золотую медаль по вольной борьбе на чемпионате мира по борьбе 1995 года. Затем он завоевал золотую медаль по вольной борьбе на Олимпийских играх 1996 года, выступая со сломанной шеей. Он является одним из четырёх человек, получивших Большой шлем в борьбе (юношеские национальные соревнования, NCAA, чемпионат мира и Олимпийские игры). В 2006 году USA Wrestling назвала его величайшим шут-рестлером за всю историю и одним из 15 лучших борцов на уровне колледжей всех времен. В 2016 году за свои достижения в борьбе он был включен в Международный спортивный зал славы.
Энгл впервые выступил на шоу по рестлингу в 1996 году, а в 1999 году подписал контракт с World Wrestling Federation (WWF, ныне WWE). Благодаря быстрому пониманию специфики рестлинга, он провел свой дебютный матч в августе того же года после всего нескольких дней тренировок, а в марте 1999 года принял участие в своей первой телевизионной сюжетной линии WWF. После нескольких месяцев матчей, которые не траслировались на телевидении, Энгл дебютировал на телевизионном шоу в ноябре и получил свой первый серьёзный толчок в карьере в феврале 2000 года, когда он одновременно стал обладателем титулов европейского и интерконтинентального чемпиона WWF. Четыре месяца спустя он выиграл турнир «Король ринга» и вскоре после этого начал гонку за титулом чемпиона WWF, который он выиграл в октябре. Энгл четырёхкратный чемпион WWE, чемпион WCW, чемпион мира в тяжёлом весе. Он десятый чемпион Тройной короны и пятый чемпион Большого шлема в WWE.
После ухода из WWE в 2006 году Энгл присоединился к Total Nonstop Action Wrestling (TNA, ныне известной как Impact Wrestling), где стал первым и рекордным шестикратным чемпионом мира TNA в тяжелом весе и вторым обладателем Тройной короны в истории TNA. В составе TNA он выступал в New Japan Pro-Wrestling (NJPW) и Inoki Genome Federation (IGF), однажды завоевав титул чемпиона IWGP в тяжелом весе.
В 2004 году издание Wrestling Observer Newsletter включило Энгла в свой Зал славы, а позже назвало его «Рестлером десятилетия» 2000-х годов. Он считается одним из величайших рестлеров всех времен. Ветеран индустрии Джон Сина сказал о наследии Энгла в WWE: «Он, без сомнения, самый одаренный универсальный рестлер, который когда-либо выходил на ринг. Такого, как он, больше никогда не будет». Член Зала славы TNA с 2013 года и член Зала славы WWE с 2017 года.

## Ранняя жизнь
Энгл родился в пригороде Питтсбурга Маунт-Лебанон, Пенсильвания, он сын Джеки и Дэвида Энглов. Он учился в Университете Клариона в Пенсильвании, который окончил в 1993 году со степенью в области образования. У Энгла четыре старших брата (один из которых, Эрик, тоже борец) и сестра Ле’Энн, умершая в 2003 году. Его отец, крановщик, погиб в результате несчастного случая на стройке, когда Энглу было 16 лет, и Энгл посвятил отцу как свою карьеру, так и автобиографию. В одном из интервью Энгл заявил, что после смерти отца он считал своего тренера по борьбе Дейва Шульца отцом. Во время тренировок Энгла, Шульц был убит в январе 1996 года Джоном Элевтером Дюпоном, спонсором команды олимпийского резерва. Мать Энгла умерла от рака в 2015 году. Он имеет итальянское, ирландское, английское, немецкое и литовское происхождение.

## Карьера в борьбе
Во время участия в Олимпийских испытаниях 1996 года, Энгл получил серьёзную травму шеи, сломав два шейных позвонка, получил грыжу двух дисков и растяжение четырёх мышц. Тем не менее, Энгл выиграл испытания, а затем провел последующие пять месяцев, отдыхая и реабилитируясь. К Олимпийским играм Энгл смог участвовать в соревнованиях, хотя и с несколькими обезболивающими инъекциями в шею. Осенью 1996 года Энгл заявил, что после травмы шеи он временно пристрастился к анальгетику викодину. Несмотря на травму, он завоевал золотую медаль в тяжелом весе (90-100 кг), победив иранца Аббаса Джадиди по решению судей. Энгл посвятил победу памяти Дейва Шульца.

## Карьера в рестлинге

### Extreme Championship Wrestling (1996)
26 октября 1996 года Энгл был убежден уроженцем Питтсбурга Шейном Дугласом посетить шоу Extreme Championship Wrestling (ECW) High Incident. Он дал интервью на ринге и предоставил гостевой комментарий во время матча между Тэзом и Литтл Гвидо, но покинул здание после того, как Ворон «распял» истекающего кровью Сэндмена, прикрепив его к кресту с помощью колючей проволоки. Энгл, шокированный противоречивыми образами и опасаясь, что его карьерные перспективы пострадают, если он будет связан с этим инцидентом, пригрозил подать в суд на владельца ECW Пола Хеймана, если его покажут по телевидению в той же передаче, что и этот трюк.

### World Wrestling Federation/Entertainment (1998—2006)

#### Подготовка (1998—1999)
Будучи знаменитым борцом, Энгл испытывал отвращение к рестлингу, считая себя «выше него». После Олимпийских игр 1996 года ему предложили 10-летний контракт с World Wrestling Federation, но переговоры сорвались, когда он заявил председателю компании Винсу Макмэну, что не желает проигрывать ни одного матча. Мнение Энгла о рестлинге изменилось, когда он начал смотреть шоу WWF Monday Night Raw в 1998 году: он увидел, как «спортсмены мирового класса делают очень атлетичные вещи», и проникся восхищением к таланту Стива Остина как артиста. Позже Энгл признал, что его негативное отношение к индустрии было ошибочным и «глупым».
Поскольку первоначальное предложение WWF от 1996 года было отвергнуто, Энгл прошел пробный бой и к августу 1998 года был подписан пятилетний контракт: предложение о контракте поступило через три дня после пробного боя. Он тренировался под руководством Дори Фанка-младшего, с которым WWF создала тренировочный лагерь Funkin' Dojo в Стамфорде, Коннектикут, и уже через неделю начал выступать перед живой аудиторией. Первый матч Энгла состоялся 20 августа на территории развития WWF World Wrestling Alliance (WWA), где он проиграл матч против своего другого тренера, Тома Причарда. Он провел несколько матчей в WWA в августе и сентябре, а также просил выступления за пределами WWF. 24 октября он участвовал в королевской битве, которую выиграл «Доктор Смерть» Стив Уильямс на юбилейном шоу к 50-летию National Wrestling Alliance (NWA), а в феврале 1999 года выступал в Pennsylvania Championship Wrestling (PCW) и East Coast Wrestling Association (ECWA).
В марте Энгл начал регулярно выступать в Power Pro Wrestling (PPW) в Мемфисе, Теннесси. Его первое появление на телевидении WWF состоялось 7 марта в эпизоде Sunday Night Heat, где он принял участие в сюжете с Тигром Али Сингхом. Сингх заплатил Энглу деньги за то, чтобы тот высморкался в американский флаг. Вместо этого Энгл высморкался на флаг Сингха и избил его. Его первым матчем в WWF была победа в тёмном матче над Брайаном Кристофером 11 апреля. В последующие месяцы Энгл выступал на домашних шоу и в других тёмных матчах в рамках подготовки к своему дебюту на телевидении. Он встретился с Оуэном Хартом в темном матче на Shotgun Saturday Night всего за две недели до смерти Харта. Оуэн выиграл матч. Он также продолжал выступать в PPW до октября и 24 июля выиграл титул чемпиона PPW. Энгл проиграл титул Стиву Брэдли 7 августа. Он известен тем, что освоил искусство рестлинга быстрее, чем кто-либо другой; руководитель WWE и бывший противник Трипл Эйч назвал Энгла «вероятно, самым стремительным парнем, которого я когда-либо видел в этом бизнесе», благодаря «феноменальному» атлетизму и «склонности» к индустрии.

#### Дебют, интерконтинентальное и европейское чемпионство (1999—2000)
После нескольких недель роликов Энгл дебютировал в WWF 14 ноября на Survivor Series, победив Шона Стейзиака. Он начал использовать музыкальную тему Патриота «Медаль» (также использовавшуюся однажды Сержантом Слотером) для своего выхода на ринг, которая стала ассоциироваться с Энглом до конца его карьеры. Он оставался непобежденным в течение нескольких недель, но в конце концов проиграл дебютировавшему Тэззу на Royal Rumble. Телевизионный персонаж Энгла был «американским героем», основанным на его золотой медали, завоеванной на летних Олимпийских играх 1996 года. В своих речах Энгл представлял себя как образец для подражания и подчеркивал необходимость упорно трудиться, чтобы реализовать свои мечты, делая акцент на трех «И»: «Интенсивность, искренность и интеллект». Во время своих выступлений и выходов на ринг Энгл всегда носил на шее копии своих золотых медалей. Хотя он отстаивал многие принципы, которые ассоциируются с фейсами, Энгла заметно освистали в его дебютном матче и даже на следующий вечер на Raw Is War в матче против Крёстного отца, который проходил в его родном городе Питтсбурге. Фанаты в целом не отреагировали положительно на то, что его назвали первым «настоящим атлетом» в WWF, что в конечном итоге привело к тому, что он стал изображать из себя хила, разговаривая с публикой и ведя себя так, будто он лучше фанатов и других рестлеров, обычно дразня их вопросом: «Где ваши золотые медали?».
Энгл выиграл и титул чемпиона Европы и интерконтинентальное чемпионство в феврале 2000 года. Затем он потерял оба своих титула, ни разу не был удержанным в матче «Тройной угрозы» с Крисом Бенуа и Крисом Джерико на WrestleMania 2000.

#### Чемпион WWF (2000—2001)

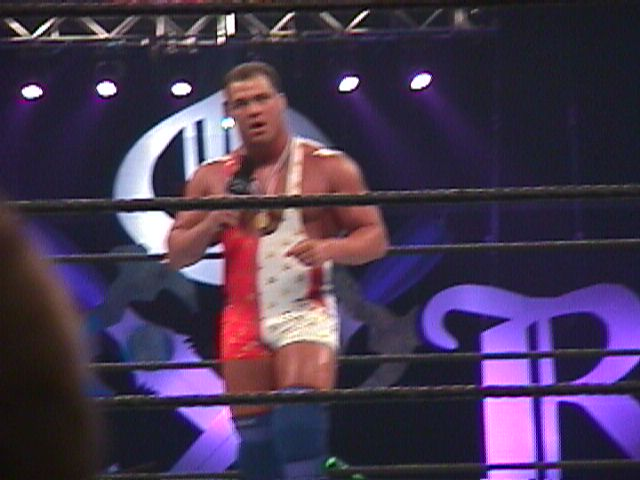
Энгл на King of the Ring в 2000 году —турнире, который он в итоге выиграл

В финале турнира King of the Ring 2000 года Энгл победил Рикиши. Он начал враждовать с Трипл Эйчем после того, как между ними и женой Трипл Эйча, Стефани Макмэн, возник любовный треугольник. Он проиграл Триплу Эйч на Unforgiven. Перед началом матча он столкнулся с вернувшимся Стивом Остином, который искал преступника, сбившего его на машине на прошлогоднем Survivor Series. Энгл предложил ему свою дружбу и одну из своих золотых медалей, но Остин был недоволен, сказав ему, что будет хранить её в надежном месте — «прямо в его заднице», после чего напал на Энгла и бросил медаль на пол.
После вражды с Трипл Эйчем, Энгл получил новый толчок в карьере и начал добиваться чемпионства WWF, у итоге победив Скалу на No Mercy после неудачного вмешательства Рикиши. Победив Скалу, Энгл стал первым рестлером, выигравшим золотую олимпийскую медаль и титул чемпиона мира в рестлинге. Энгл сохранял титул чемпиона WWF до февраля 2001 года, проиграв его Скале на No Way Out.
Затем Энгл враждовал с Крисом Бенуа, которого он победил на WrestleMania X-Seven, но проиграл ему на Backlash. Продолжая вражду, Энгл снова победил Бенуа на Judgment Day.

#### Чемпион Большого шлема (2001—2002)
Когда World Championship Wrestling (WCW) и ECW были приобретены WWF, рестлеры из обоих промоушенов объединились, сформировали «Альянс» и вторглись в WWF в середине 2001 года (получив название «Вторжение»). В результате Энгл стал фейсом и начал сюжетную линию, в которой он объединился с чемпионом WWF Стивом Остином, чтобы дать им отпор. На Invasion Энгл и Остин возглавили команду из пяти суперзвёзд WWF против пяти членов «Альянса». Команда WWF проиграла команде «Альянса», когда Остин отвернулся от своей команды, чтобы присоединиться к «Альянсу». После того как Энгл выиграл и проиграл титул чемпиона WCW, чемпионство Соединенных Штатов WCW и хардкорное чемпионство WWF в матчах с членами «Альянса», он победил Остина в матче-реванше на SummerSlam и выиграл свой второй титул чемпиона WWF на Unforgiven. Энгл предложил Винсу Макмэну свою кандидатуру на чемпионство после терактов 11 сентября, поскольку у него был патриотический персонаж и он считал, что фанатам нужно позитивное послание.
Энгл уступил титул Остину на эпизоде Raw от 8 октября, когда распорядитель WWF Уильям Ригал присоединился к «Альянсу» и лишил Энгла победы. На эпизоде Raw от 29 октября Энгл снова стал хилом и присоединился к «Альянсу». Позже Энгл вернулся на сторону WWF, позволив Скале победить Остина в матче «Победитель получает всё» между WWF и «Альянсом» на Survivor Series. Он остался хилом, взяв на себя ответственность за уничтожение «Альянса».
На Vengeance Энгл проиграл Стиву Остину, который был чемпионом WWF, в рамках однодневного турнира по объединению титулов чемпиона WWF и чемпиона мира, в котором также участвовали Крис Джерико и Скала. 20 января 2002 года Энгл впервые в своей жизни принял участие в матче «Королевская битва», где он продержался до финальной пары, после чего был выброшен победителем — Трипл Эйчем. На No Way Out Энгл победил Трипл Эйча при помощи специального рефери Стефани Макмэн за право сразиться с неоспоримым чемпионом WWF на WrestleMania X8, но проиграл ему это право на следующий вечер на Raw. Энгл недолго враждовал с Кейном, победив его на WrestleMania X8. На эпизоде Raw от 25 марта Энгл был призван на SmackDown! в рамках драфта WWF 2002 года.

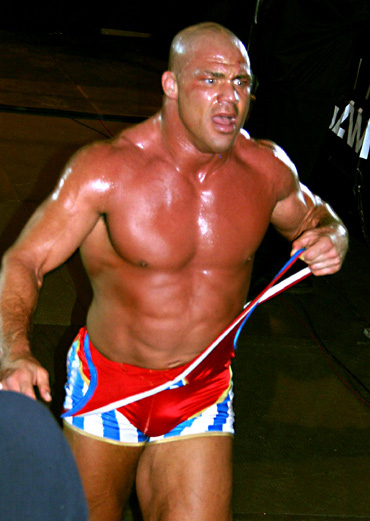
Энгл на SmackDown!

Затем Энгл начал вражду с Эджем, победив его на Backlash. Лысеющий Энгл проиграл Эджу матч «волосы против волос» на Judgment Day, и его голова была обрита налысо. Энгл снова проиграл Эджу в матче в стальной клетке на шоу SmackDown! 30 мая, завершив их вражду. После матча партнер Эджа Халк Хоган напал на Энгла и попытался снять с него парик, но Энгл убежал прежде, чем он смог это сделать.

## Личная жизнь

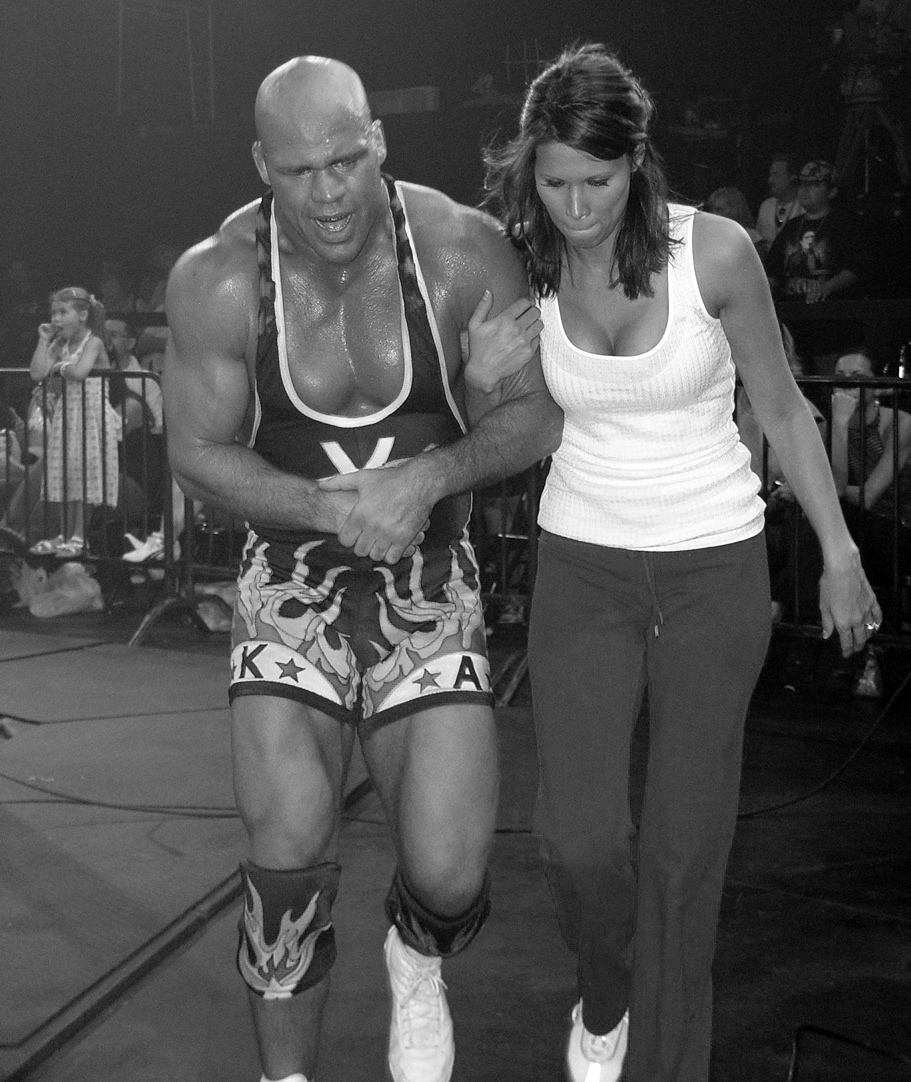
Энглу помогает его жена Карен, а их дочь наблюдает за происходящим на ринге (дальний задний план)

Энгл женился на Карен Смедли 19 декабря 1998 года. В сентябре 2008 года стало известно, что Карен подала на развод с Куртом. У них двое совместных детей: дочь, родившаяся 2 декабря 2002 года, и сын, родившийся 26 октября 2006 года.
В 2010 году стало известно, что Энгл обручился с актрисой Джованной Яннотти, которая младше его на 19 лет. У них четверо детей (один приемный). Первая дочь родилась у них 22 января 2011 года. Энгл и Яннотти поженились 20 июля 2012 года. Вторая дочь родилась 31 декабря 2012 года. Их третья дочь родилась 5 ноября 2016 года. 10 июня 2019 года стало известно, что Энгл и его жена усыновляют мальчика из Болгарии.
Энгл — христианин. Он поддерживал Марко Рубио на президентских праймериз Республиканской партии в 2016 году. Он болеет за команды «Питсбург Стилерз» и «Питсбург Пингвинз».
В июле 2015 года Энгл перенес экстренную операцию по удалению скопления жидкости в спинном мозге после того, как у него онемели все конечности. За неделю до этой срочной операции ему была сделана операция по удалению доброкачественной опухоли на шее.

### Использование стероидов
6 марта 2007 года Sports Illustrated сообщил, что имя Энгла было найдено в базе данных клиентов оздоровительного центра во Флориде, подозреваемого в том, что он является прикрытием для распространения препаратов, повышающих работоспособность. Журнал утверждал, что Энгл получил рецепты на тренболон (который не одобрен FDA для использования человеком) и нандролон, оба анаболические стероиды. Энгл ответил на своем официальном сайте: «Я не получал рецептов ненадлежащим образом. Документально подтверждено, что за свою карьеру я пять раз ломал позвонки в шее, и каждый раз курс лечения проходил под присмотром и наблюдением моих врачей. Любые попытки связать меня со спортсменами, о которых пишут в новостях и которые, возможно, неправомерно принимали препараты, улучшающие спортивные результаты, не имеют под собой никаких оснований». Энгл никогда не проваливал тест на наркотики из-за обезболивающих, но он провалил тест на стероиды в соответствии с политикой WWE, поскольку срок действия его рецепта на нандролон истек.

### Злоупотребление препаратами
Энгл открыто рассказывал о своей борьбе с зависимостью от рецептурных обезболивающих препаратов. Энгл утверждает, что после перелома шеи в 2003 году у него развилась зависимость от обезболивающих препаратов, и что его пристрастие вышло из-под контроля настолько, что в какой-то момент он принимал до 65 сверхсильных таблеток викодина в день. Энгл утверждает, что после прохождения реабилитации после ареста за вождение в нетрезвом виде в 2013 году, он с тех пор чист и трезв.

## Титулы и достижения

### Вольная борьба
- 1987: Чемпион по борьбе штата Пенсильвания;
- 1988: Новичок года в университете Кларион;
- 1989: Кубок мира Эспойр (второе место);
- 1989: Турнир Ясар Догу (второе место);
- 1990: Канадский кубок (победитель);
- 1990: Чемпион NCAA;
- 1992: Чемпион NCAA;
- 1995: Чемпионат мира (победитель);
- Летние Олимпийские игры 1996 вольная борьба (золотая медаль);
- Член Зала Славы Национальной Вольной Борьбы (введён в 2001 году) и Зала Славы Борьбы США.

### Рестлинг
- The Baltimore Sun
  - Лучший работник десятилетия (2010)[59]
- Cauliflower Alley Club
  - Премия «Легенда будущего» (2000)[60]
- Inoki Genome Federation
  - Чемпион IWGP в тяжёлом весе (1 раз)[61]
- Зал славы рестлинга Джордж Трагоса/Лу Теза
  - С 2012 года[62]
  - Особый почетный член (2015)[63]
- Memphis Wrestling Hall of Fame
  - С 2021 года[64]
- Power Pro Wrestling
  - Чемпион PPW в тяжёлом весе (1 раз)[65]
- Pro Wrestling Illustrated
  - Возвращение года (2003)[66]
  - Вражда года (2000) пр. Трипл Эйча[66]
  - Вражда года (2003) пр. Брока Леснара[66]
  - Вражда года (2007) пр. Самоа Джо[66]
  - Вдохновляющий рестлер года (2001)[66]
  - Матч года (2003) пр. Брока Леснара на SmackDown! 16 сентября[66]
  - Матч года (2005) пр. Шона Майклза на WrestleMania 21[66]
  - Самый ненавидимый рестлер года (2000)[66]
  - Самый популярный рестлер года (2003)[66]
  - Новичок года (2000)[66]
  - Рестлер года (2003)[66]
  - № 1 в топ 500 рестлеров в рейтинге PWI 500 в 2001[67]
- SoCal Uncensored
  - Матч года (2000) пр. Кристофера Дэниелса 13 сентября 2000 года (Ultimate Pro Wrestling)[68]
- Total Nonstop Action Wrestling
  - Чемпион мира TNA в тяжёлом весе (6 раз)[69]
  - Командный чемпион мира TNA (2 раза) — со Стингом (1) и Эй Джей Стайлзом (1)[70]
  - Чемпион икс-дивизиона TNA (1 раз)[71]
  - «Царь горы» (2007, 2009)[72][73]
  - Второй чемпион Тройной короны TNA[74]
  - Зал славы TNA (2013)[75]
  - Награды по итогам года TNA (5 раз)
    - За кем следить в 2007 году (2006)
    - Памятный момент года (2006) Дебют на No Surrender
    - Вражда года (2006, 2007) пр. Самоа Джо
    - Матч года (2007) пр. Стинга на Bound for Glory
- Wrestling Observer Newsletter
  - Лучший образ (2000)[76]
  - Лучший в интервью (2002)[76]
  - Лучший технический рестлер (2002)[76]
  - Вражда года (2003) пр. Брока Леснара[76]
  - Матч года (2002) с Крисом Бенуа пр. Эджа и Рей Мистерио на No Mercy 20 октября[76]
  - Самый прогрессирующий (2000)[76]
  - Самый выдающийся рестлер (2001—2003)[76]
  - Любимый рестлер читателей (2002—2003)[76]
  - Рестлер года (2002)[76]
  - Рестлер десятилетия (2000—2009)[4]
  - Зал славы WON (c 2004)[77]
- WWE/World Wrestling Entertainment/Federation
  - Чемпион WCW (1 раз)[78]
  - Чемпион Соединённых Штатов WCW (1 раз)[79]
  - Чемпион мира в тяжёлом весе (1 раз)[80]
  - Чемпион WWF/WWE (4 раза)[81]
  - Командный чемпион WWE (1 раз, первый) — с Крисом Бенуа[82]
  - Европейский чемпион WWF (1 раз)[83]
  - Хардкорный чемпион WWF (1 раз)[84]
  - Интерконтинентальный чемпион WWF (1 раз)[85]
  - Пятый чемпион Большого шлема[74]
  - Король ринга (2000)[28]
  - Десятый чемпион Тройной короны[74]
  - Зал славы WWE (с 2017)[86]